# Natalie Brown (actrice)
Pour les articles homonymes, voir Natalie Brown et Brown.
Natalie Brown, née le 17 mai 1973 à Timmins (Ontario), est une actrice canadienne.

## Biographie
Natalie Brown est née le 17 mai 1973 à Timmins, Canada. Elle a un frère, Jeffrey.
Elle a étudié à l'Université de New York.

## Carrière
Elle commence sa carrière en 1997 au cinéma dans le film Here Dies Another Day, puis l'année suivante elle fait ses débuts à la télévision en prêtant sa voix à la série Mythic Warriors: Guardians of the Legend.
En 2001, elle revient sur le petit écran dans Tracker. L'année d'après, elle obtient des rôles dans Undressed et Mutant X.
En 2003, elle tourne dans plusieurs séries : Sue Thomas, l'œil du FBI, Missing : Disparus sans laisser de trace et 72 Hours: True Crime, ainsi que le film Comment se faire larguer en dix leçons de Donald Petrie, qu'elle retrouvera l'année d'après dans Bienvenue à Mooseport.
En 2006, elle est présente au casting du film The Last Sect de Jonathan Dueck, ainsi qu'à la télévision dans ReGenesis et la mini-série Magnitude 10,5 : L'Apocalypse.
En 2008, elle joue dans Saw 5 réalisé par David Hackl et les séries Testees, The Cello et Sophie.
En 2010, elle apparaît dans Covert Affairs et Happy Town. L'année suivante, elle tourne dans diverses séries : Skins, Flashpoint, Against the Wall et Lost Girl.
En 2014, elle tourne dans Bitten, The Listener, Darknet, puis elle obtient un rôle secondaire dans The Strain, jusqu'à son final en 2017.
Après la fin de The Strain, elle joue dans les films XX et Blood Honey, puis revient à la télévision en 2018 dans la première saison de Jack Ryan (avec John Krasinski), Bienvenue à Schitt's Creek, The Crossing et Frankie Drake Mysteries.
En 2020, elle joue au cinéma dans Canadian Strain et A Daughter's Ordeal, puis dans la série The Expanse. L'année suivante, elle apparaît dans deux épisodes de Clarice.

## Filmographie

### Cinéma

#### Longs métrages
- 1997 : Here Dies Another Day de Caryn West : une fille
- 2003 : Comment se faire larguer en dix leçons (How to Lose a Guy in 10 Days) de Donald Petrie : Mme Sawyer
- 2004 : L'Armée des morts (Dawn of the Dead) de Zack Snyder : une journaliste du CDC
- 2004 : Bienvenue à Mooseport (Welcome to Mooseport) de Donald Petrie : Laurie Smith
- 2006 : The Last Sect de Jonathan Dueck : Sydney St. James
- 2008 : Saw 5 (Saw V) de David Hackl : Heather Miller
- 2012 : Traquée sur la toile (Cyberstalker) de Curtis Crawford : Jill Gachet
- 2012 : Ecstasy de Robert Heydon : Marie
- 2013 : Compulsion d'Egidio Coccimiglio : Rebecca
- 2015 : How to Plan an Orgy in a Small Town de Jeremy LaLonde : Anna
- 2017 : XX de Jovanka Vuckovic, Roxanne Benjamin, Sofìa Carrillo, Karyn Kusama et St. Vincent : Susan Jacobs (Segment The Box)
- 2017 : Blood Honey de Jeff Kopas : Natalie Heath
- 2018 : White Night de Sonny Atkins, P.H. Bergeron, Brian Hamilton, Matt Purdy et Dan Slater : Stacey
- 2018 : Crown and Anchor d'Andrew Rowe : Jessica
- 2019 : Thunderbird de Nicholas Treeshin : Ivy Seymour
- 2020 : Canadian Strain de Geordie Sabbagh : Valerie
- 2020 : A Daughter's Ordeal de Richard Switzer : Hope Carter
- 2021 : See for Me de Randall Okita : la mère de Sophie

#### Courts métrages
- 2006 : Not Pretty, Really de Mark McKinney : Pretty Person
- 2008 : The Cello d'Erik Cimon : Claude
- 2010 : The Conversation de Ramona Milano : Elle
- 2011 : Counselling de Geordie Sabbagh : Sasha
- 2012 : Little Brother de Gautam Pinto et Cyrus Saidi : Jane Vidal
- 2013 : Home Stuff de Ron Murphy
- 2014 : Hit Men de Jennifer Mesich : Florence
- 2015 : Friends Like Us de Craig David Wallace : Mary
- 2018 : Damage Control d'AJ Vaage : Natalie
- 2020 : Red Balloon d'Avi Federgreen : Milly

### Télévision

#### Séries télévisées
- 1998 - 1999 : Mythic Warriors: Guardians of the Legend : Atalanta (voix)
- 2001 : Tracker : Peggy
- 2002 : Undressed : Brianne
- 2002 : Mutant X : La secrétaire
- 2003 : Sue Thomas, l'œil du FBI (Sue Thomas: F.B.Eye) : Allie
- 2003 : Missing : Disparus sans laisser de trace (1-800-Missing) : Denise Whitmore
- 2003 : 72 Hours: True Crime : La femme de Neal
- 2004 : Méthode Zoé (Wild Card) : Faith
- 2005 : Les Leçons de Josh (Naked Josh) : Lisa
- 2005 : Tilt : une serveuse
- 2006 : ReGenesis : Hilda
- 2006 : Magnitude 10,5 : L'Apocalypse (10.5 : Apocalypse) : Paula
- 2008 : Testees : Janet Parker
- 2008 : The Cello : Claude
- 2008 - 2009 : Sophie : Sophie Parker
- 2009 : The Dating Guy : Marie Claire (voix)
- 2010 : Covert Affairs : Patricia Ridley
- 2010 : Happy Town : Carol Haplin
- 2011 : Skins : Leslie Campbell
- 2011 : Flashpoint : Détective Mary Danner
- 2011 : Against the Wall : Dr Trish Alexander
- 2011 : Lost Girl : Sabine Purcell
- 2012 : Republic of Doyle : Jessica Cowley
- 2012 - 2014 : Being Human : Julia
- 2013 : Cracked : Détective Rachel Fenton
- 2014 : Bitten : Diane McAdams
- 2014 : The Listener : Dr Mallory Kesler
- 2014 : Darknet : Barbara
- 2014 - 2017 : The Strain : Kelly Goodweather
- 2015 : iZombie : Uma Voss
- 2015 - 2017 : Dark Matter : Sarah
- 2016 : Channel Zero : Jessica Yolan
- 2016 : Private Eyes : Veronique
- 2018 : Jack Ryan : Rebecca
- 2018 : Bienvenue à Schitt's Creek (Schitt's Creek) : Heather Warner
- 2018 : The Crossing : Maire Vanessa Conway
- 2018 : Frankie Drake Mysteries : Bessie Starkman
- 2019 : Ransom : Kate Barrett
- 2019 : Diggstown : Sylvia Costa
- 2020 : The Expanse : Rona
- 2021 : Clarice : Luanne Felker / Marilyn Felker

#### Téléfilms
- 2003 : The Crooked E: The Unshredded Truth About Enron de Penelope Spheeris : Amber St. Pierre (Miss avril)
- 2005 : Descente en enfer (Descent) de Terry Cunningham : Jen
- 2006 : Le berceau du mensonge (Cradle of Lies) d'Oley Sassone : Michelle Fox
- 2006 : Black Widower de Christopher Leitch : Saundra Amos
- 2007 : La Créature du sous-sol (Something Beneath) de David Winning : Khali Spence
- 2007 : Mon mariage avec moi (I Me Wed) de Craig Pryce : une vendeuse
- 2010 : Le Mariage de ma meilleure amie (Wedding for One) de Gary Yates : Monica
- 2010 : La Dernière Énigme (The Last Christmas) de Gary Yates : Monica
- 2010 : Candidat à l'amour (Fairfield Road) de David Weaver : Wendy Greenhill
- 2010 : Il faut croire au Père Noël (Cancel Christmas) de John Bradshaw : Jeannie Claymore
- 2013 : Le Bal des pompiers (Be My Valentine) de Graeme Campbell : Kate
- 2013 : Maternité à risque (The Surrogacy Trap) d'Adrian Wills : Allison
- 2013 : Explosion solaire (Exploding Sun) de Michael Robison : Cheryl Wincroft
- 2016 : For Love & Honor de Laurie Lynd : Caroline Foster
- 2020 : Ado rebelle ou criminelle ? (Daughter Dearest / Remember Me, Mommy?) de Michelle Ouellet : Rebecca Barton

## Jeux vidéo
- 2012 : Far Cry 3 : Daisy Lee (voix)